# Зюзинская улица
Зю́зинская у́лица (до 30 июля 1982 года — проектируемый проезд № 4668А) — улица в Юго-Западном административном округе города Москвы на территории района Черёмушки.

## История
Улица получила своё название 30 июля 1982 года по нахождению на месте бывшего села Зюзино.

## Расположение
Зюзинская улица проходит от Севастопольского проспекта на северо-запад до улицы Цюрупы. Нумерация домов начинается от Севастопольского проспекта.

## Примечательные здания и сооружения
По нечётной стороне:
- д. 1 — психоневрологический диспансер № 13.

## Транспорт

### Автобусы
По Зюзинской улице маршруты наземного общественного транспорта не проходят. У начала улицы, на Севастопольском проспекте, расположена остановка «Зюзинская улица» автобусов 67, 926, 968, м90, с5, т85; у конца улицы, на улице Цюрупы, — остановка «Зюзинская улица» автобусов 113, 121, 153.

### Метро
- Станция метро «Зюзино» Большой кольцевой линии — южнее улицы, на пересечении улицы Каховка и Севастопольского проспекта.
- Станция метро «Новые Черёмушки» Калужско-Рижской линии — западнее улицы, на пересечении улицы Гарибальди и Профсоюзной улицы.
- Станция метро «Профсоюзная» Калужско-Рижской линии — северо-западнее улицы, на пересечении Нахимовского проспекта и Профсоюзной улицы.
- Станция метро «Нахимовский проспект» Серпуховско-Тимирязевской линии — восточнее улицы, на пересечении Азовской улицы с Нахимовским проспектом и Фруктовой улицей.